# 破毀院
破毀院（はきいん、Cour de cassation）は、司法訴訟に関する最高裁判所。破棄院とも表記される。

## フランス

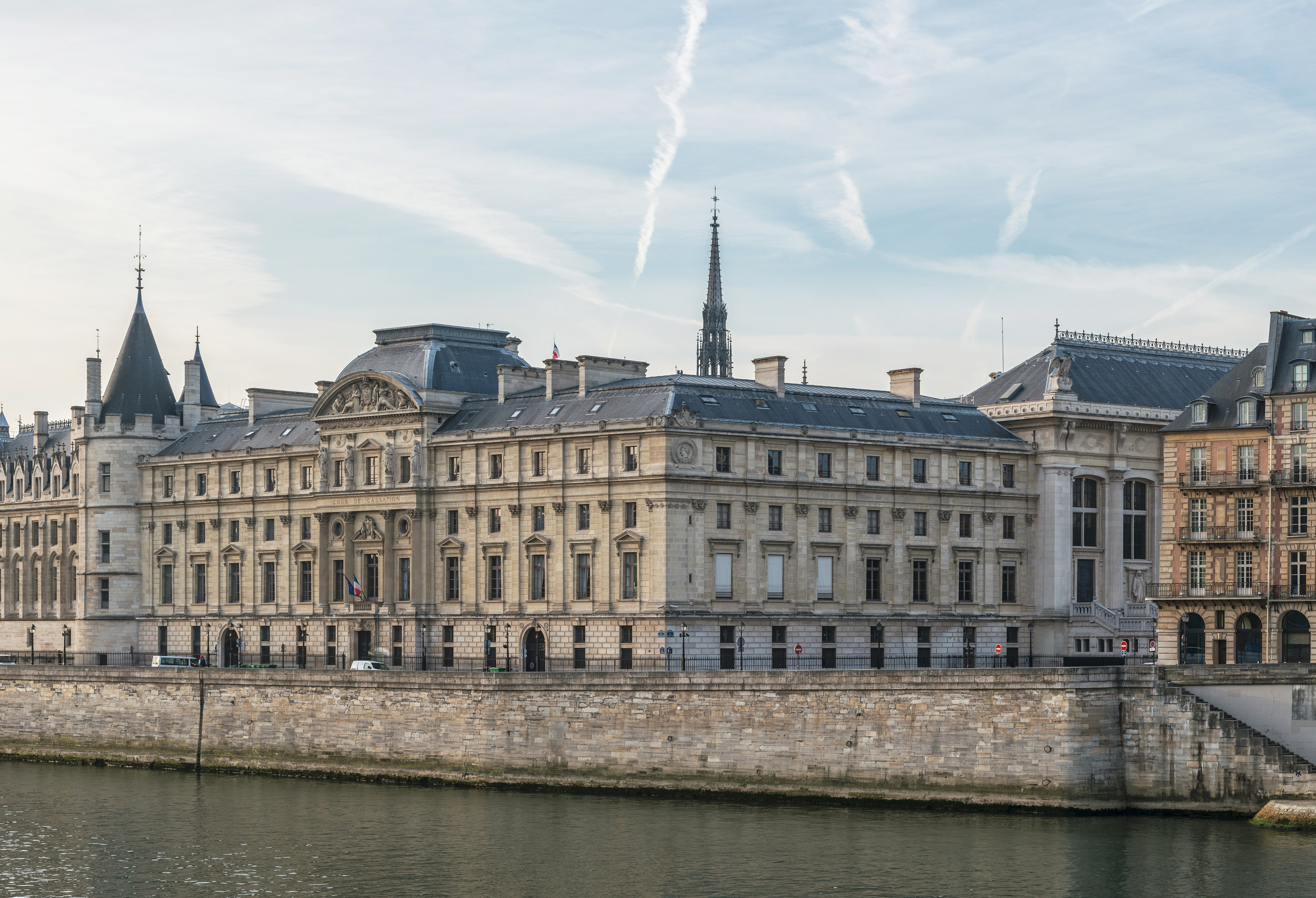
フランス破毀院が置かれるパレ・ド・ジュスティス

フランスでは、行政訴訟に関して最高裁判所の役割を担うのは国務院(コンセイユ・デタ)であるが、これと同格の機関である。破毀院は常設の裁判所であり、パリのケ・ド・ロルロージュ通り5番地、パレ・ド・ジュスティスの中に庁舎がある。通常の裁判所と違うところは、原判決を破棄するかどうか決めるだけで、自決をしない。同様に、三審制ではあっても、最上級審機関はこのような形をとる国もある。
破毀院は3つの民事部と、社会部、商事部、刑事部（各1部）の計6部で構成され、2014年現在は112名の裁判官が所属している。
破毀院は法律審を担当し、法律上の観点から判断を下す。破毀院は原判決を破棄することができる。しかし、事実認定に関しては下級裁判所の認定に従い、当該事実への法律の適用についてのみ審理する。
他の裁判所と異なり、フランス全土で破毀院は1個だけ設置されているので、法律の適用および解釈の統一を図ることができる。
破毀院は全ての裁判事件の終審裁判所ではなく、訴訟の種類や訴訟物の価額によっては治安裁判所も終審裁判所となりうる。

### 根拠法令
司法組織・司法行政は裁判所構成法の外、次のような法令・命令に基づいている。。
- 司法組織に関する法律（1790年8月16日 - 24日）
- 破棄院の構成に関する法律（1790年11月27日 - 12月1日）
- 破棄院の組織に関する法律（革命暦4年第2月2日）
- 裁判所の組織に関する法律（革命暦8年第6月27日）
- 法院及裁判所の取締並びに服務規律に関する規則を規定する命令（1808年3月30日）
- 司法部並びに司法行政の組織に関する法律（1810年4月20日）
- 帝国法院重罪裁判所並びに特別裁判所の組織並びに事務に関する規定を定める命令（1810年7月6日）
- 第一審裁判所並びに違警罪裁判所の組織に関する規定を定める命令（1810年8月18日）
- 法院並びに裁判所における司法官の更迭様式に関する勅令（1820年10月11日）
- 第一審民事裁判所に関する法律（1838年4月11日）
- 治安裁判所に関する法律（1838年5月25日）
- 司法官の定年並びに懲戒に関する命令（1852年3月1日）
- 司法組織の改革に関する法律（1883年8月30日）
- 治安判事の権限及び治安裁判所の組織改正に関する法律（1905年７月12日）
- 司法組織司法官の俸給採用並びに昇進に関する法律（1919年4月28日）
- 治安判事の権限に関する法律（1905年7月12日の法律を改正する1926年1月1日の法律）